# Kate
Kate (ang. KDE Advanced Text Editor) – zaawansowany edytor tekstu zawarty w środowisku KDE.
Kate jest częścią KDEBase od wydania KDE 2.2 (15 sierpnia 2002). Dzięki technologii KParts, istnieje możliwość osadzania Kate w innych aplikacjach KDE jako komponent edycyjny.
Aplikacje korzystające z Kate jako komponentu edycyjnego to m.in.:
- KDevelop,
- Quanta Plus,
- Kile,
- PiKdev,
- KScope,
- Krusader,
- Kexi,
- KWrite.

Najważniejsze możliwości programu:
- podświetlanie składni dla wielu języków skryptowych, programowania i plików konfiguracyjnych z możliwością rozszerzenia o nowe formaty plików przez pliki XML,
- wyszukiwanie i zamiana tekstu z użyciem wyrażeń regularnych,
- automatyczne wcięcia dla języków programowania takich jak C, C++, PHP i innych,
- możliwość otwierania wielu plików w tym samym oknie naraz,
- automatyczne dopełnianie składni poleceń i nazw zmiennych,
- tryb wprowadzania vi, w którym można sterować programem używając komend edytora vi,
- zapis i odczyt sesji zapamiętujących otwarte dokumenty oraz konfigurację interfejsu użytkownika.

Ponadto funkcjonalność programu można rozszerzać wtyczkami.